# Jean-Claude Sebag
Jean-Claude Sebag (* 8. November 1943 in Aix-en-Provence) ist ein französischer Politiker und Anwalt.
Der Anwalt gehört der Rechtsanwaltskammer von Aix-en-Provence an. Dort lehrte er außerdem am Institut d’études politiques (Institut für politische Studien). Sebag kandidierte bei der Präsidentschaftswahl 1974 für eine kleine pro-europäische Bewegung (Mouvement fédéraliste européen), erreichte landesweit allerdings lediglich 0,16 Prozent der Stimmen, die zweitwenigsten aller zwölf Kandidaten. Für die Wahl 2012 kündigte er eine erneute Kandidatur an, trat aber nicht an.